# Xena
Xena (pronúncia em inglês: [ˈziː.nə], pronúncia em português: ['ʃenɐ]) é uma personagem fictícia na franquia Xena: Warrior Princess, de Robert Tapert, criada por Tapert e John Schulian e interpretada pela atriz Lucy Lawless.
Xena é a protagonista da história, e a série foca em sua busca por redenção devido ao seu passado criminoso; logo após seus 17 anos Xena deixou sua aldeia e se tornou uma ladra e assassina aterrorizando a região da Hélade como guerreira de Ares, o deus da guerra, mas arrependeu-se de seus pecados após conviver com Hércules e decidiu usar suas habilidades de luta para ajudar pessoas e aliviar sua culpa; Xena é acompanhada por Gabrielle, que no decorrer do programa se torna sua melhor amiga e principal aliada.
A personagem foi criada para a série de TV Hercules: The Legendary Journeys em 1995, sendo, depois, transformada em personagem principal para sua própria série em 4 de setembro de 1995 e na subsequente série em quadrinhos de mesmo nome publicada entre 1997 e 2007, aparecendo ainda em várias outras mídias como livros, videogames, bonecos de ação e no filme animado Hercules and Xena: The Battle for Mount Olympus, de 1998. O programa durou seis anos e Xena é apontada como responsável por uma mudança nos gêneros de ação e aventura e como pioneira em uma nova fase de mulheres em papéis de ação, sendo, hoje em dia, considerada um ícone da televisão mundial assim como um modelo feminista.

## Criação e concepção
| “ | Na época dos deuses antigos opressores e reis Uma terra sem lei, clamava por uma heroína Xena, uma poderosa princesa, forjada no calor da batalha... O Poder... A paixão... O perigo A coragem dela mudará o mundo Xena, a princesa guerreira. | ” |

Xena: Warrior Princess tem sido referido como um fenômeno cultural e pop-ícone feminista. O caráter da influência tem inspirado interesses acadêmicos, tais como Judith, Sexual Warrior, é também considrada um símbolo da força e poder feminino. O tema foi também colocado no seu contexto histórico e cultural mais vasto, e o conjunto de personagens tem servido como foco de vários artigos na Revista de Cultura Popular
A própria série se tornou frequentemente referida em video games, quadrinhos e televisão, e tem sido frequentemente imitado, a própria Lucy Lawless tem participado em várias paródias, e acrescentando sua voz para algumas animações sobre o personagens.
Xena tornou-se um sinônimo de força feminina e é comummente usado em revistas artigos e opiniões em filmes. Por exemplo, o filme Rei Arthur foi comparado com Xena num certo número de opiniões. A série também foi referida e mostrada em inúmeros outros trabalhos, como filmes, séries e animações, e influenciou a astronomia e as redes de computadores pelo mundo.